# 케찹 마니스
케찹 마니스(인도네시아어: kecap manis, 말레이어: kicap manis 키찹 마니스[*], 자와어: kécap legi 케찹 르기)는 인도네시아의 간장이다. 야자당이 들어가 걸쭉하며 단맛이 난다.

## 이름
인도네시아어 "케찹 마니스(kecap manis)"는 "단 간장"을 뜻한다. "케찹"(kecap)은 인도네시아어로 간장 등 소스를 뜻하는 말이며, "케첩"과는 동원어이다. "마니스"(manis)는 "달콤한"이라는 뜻이다. 달지 않은 간장은 "짠 간장"이라는 뜻의 "케찹 아신"(kecap asin)"이라고 부른다.

## 같이 보기
- 장유가오